# João Vieira Pinto
João Manuel Vieira Pinto CvIH (19 de agosto de 1971 no Porto, Portugal), é um ex futebolista português.

## Juventude: Boavista e Madrid
Enquanto jovem, João Vieira Pinto jogou no Bairro do Falcão (local onde nasceu, em Campanhã, no Porto) e no Clube Desportivo de Perre. Acabou por ser contratado pelo Boavista FC aos Águias em troca de bolas e equipamento desportivo. Enquanto jovem, João Vieira Pinto impressionava pela sua velocidade e controlo de bola e viria a ser uma das estrelas na vitória de Portugal no Campeonato Mundial de Futebol Sub-20 em Riade (1989), tendo sido feito Cavaleiro da Ordem do Infante D. Henrique a 22 de Março desse ano, e no Campeonato Mundial de Futebol Sub-20 em Lisboa (1991). A sua performance em Riade valer-lhe-ia a transferência para o Atlético de Madrid em 1990, sendo no entanto relegado para o Atlético Madrileño, a equipa de reservas dos colchoneros. Depois de um ano para esquecer, voltaria ao Boavista FC onde ajudou a sua equipa a vencer a Taça de Portugal. Após o seu bom desempenho no Campeonato Mundial de Futebol Sub-20 em 1991, foi contratado pelo SL Benfica.

## Benfica
João Pinto viu a sua carreira ameaçada por um pneumotórax, contraído num jogo de apuramento para o Campeonato do Mundo de Futebol de 1994, com a Escócia. Embora tenha conseguido recuperar, não conseguiria ajudar o SL Benfica a conquistar o título. Porém, no campeonato seguinte ele fez, provavelmente, o seu melhor jogo de todos os tempos, fazendo um hat-trick no derby lisboeta contra o Sporting Clube de Portugal, numa vitória dos encarnados por 6-3 em casa do seu rival, no Estádio José Alvalade. Este resultado viria a ser decisivo na conquista do campeonato pelo SL Benfica nessa época.
Intitulado de Menino de Ouro, João Pinto herdou a braçadeira de capitão de António Veloso, após este ter-se retirado do futebol em 1995, mas não viria a conseguir ganhar outro campeonato. Alguns consideraram que teve uma baixa de qualidade devido à má gestão realizada pelo clube encarnado em 1995, mas seria considerado um talento da selecção nacional, juntamente com jogadores como Luís Figo e Rui Costa.
Finalmente, após desentendimento com o Presidente João Vale e Azevedo, rescindiu o seu contrato semanas antes do Campeonato Europeu de Futebol de 2000, tornando-se no único jogador sem clube a estar presente na competição. Portugal atingiria as meias finais do torneio, onde seria batida, como em 2006, pela França.

## Sporting
Após o fim do Campeonato Europeu de Futebol de 2000, João Pinto teve várias propostas do estrangeiro, por exemplo Manchester United, Chelsea, Bayern de Munique, Boca Juniors e também do FC Porto, mas viria a assinar pelo Sporting. Depois de um campeonato pobre, o Sporting contratou o Bota de Ouro Mário Jardel, tendo João Pinto voltado aos seus anos de ouro e ajudado o Sporting a vencer o campeonato. Apelidado de pai da equipa por Jardel, João Pinto jogaria quase todos os jogos, apontando ainda nove golos.

## O Mundial de Futebol e o regresso ao Boavista
João Pinto nunca conseguiria recuperar do incidente do Campeonato Mundial de Futebol de 2002, falhando nos anos seguintes. 
Em 2004, após o final do seu contrato com o Sporting CP voltou ao Boavista FC pela mão de João Loureiro, embora tivesse estado perto de assinar contrato com os sauditas do Al-Hilal. 
Finalizou a sua participação na selecção nacional com 81 internacionalizações e 23 golos.

## SC Braga
Após uma época no Boavista FC (que quase se qualificou para a Taça UEFA), em que João Pinto marcou golos e foi por diversas ocasiões o Homem do Jogo, o SC Braga endereçou uma proposta a João Pinto e o mesmo viria a assinar contrato com a equipa minhota.
Depois de Ricardo Chaves (ex-Vitória de Setúbal), Zé Carlos (ex-Homem) e Maciel (ex-FC Porto/União de Leiria), João Pinto é a transferência mais notável dessa época, época que se revelaria bastante positiva, valendo-lhe a renovação do contrato. 
Com 35 anos, João Pinto prepara-se para iniciar a sua última época como jogador profissional. 
À medida que o seu nome ia desaparecendo das notícias dos jornais desportivos, começaram a aparecer frequentes notícias suas nas revistas sensacionalistas acerca do seu divórcio e de um relacionamento com a modelo e actriz Marisa Cruz, que viria a ser sua esposa.
A 22 de fevereiro de 2008 foi anunciada a rescisão de contrato amigável entre João Pinto e o Sporting de Braga. Chegou a comentar-se que poderia ir para o Toronto FC que disputa a MLS, a liga estadunidense de futebol, a 22 de Julho de 2008.

## As agressões
Além de um jogador talentoso, João Pinto foi sempre igualmente conhecido pelo seu comportamento intempestivo dentro de campo, com várias agressões e cartões vermelhos. A sua batalha com o jogador do FC Porto e seu colega de equipa na selecção nacional Paulinho Santos durou anos e ambos foram expulsos por diversas ocasiões após se terem envolvido em agressões. Além disso, João Pinto sofreu várias lesões nos confrontos com Paulinho Santos, entre as quais, um nariz partido e um maxilar fracturado.
O momento mais baixo, no entanto, seria a agressão ao árbitro argentino Ángel Sánchez, depois de este ter dado ordem de expulsão numa sequência de lances bastante polémicos, num jogo da fase de grupos do Campeonato Mundial de Futebol de 2002, que lhe valeu a expulsão do jogo e suspensão de toda a sua atividade desportiva por 4 meses.

## Títulos

### Boavista
- Taça de Portugal: 1991/92
- Supertaça de Portugal: 1992

### Benfica
- Campeonato Português: 1993/94
- Taça de Portugal: 1992/93, 1995/96

### Sporting
- Campeonato Português: 2001/2002
- Taça de Portugal: 2001/2002
- Supertaça de Portugal: 2001, 2002

### Selecção Portuguesa
- Campeonato sub-20: 1989
- Campeonato sub-20: 1991

## Vida pessoal
João Pinto é divorciado de Carla Baía com quem esteve casado 16 anos e da qual tem dois filhos: Tiago, nascido em 1988, e Diana, nascida em 1991. É avô de Santiago, de Maria Paz e de Lucas, frutos do casamento de Tiago com Bárbara Brilhante, bem como de Vicente e de Alice, frutos do relacionamento de Diana com Ricardo Menezes.
Foi casado com Marisa Cruz, da qual tem dois filhos, João, nascido em 2005, e Diogo nascido em 2009. Separou-se em 2013.
Em 2020, foi anunciado que da sua relação com Ângela Galvão esperava o seu quinto filho, uma menina, Irene Maria, nascida a 30 de junho de 2020.